# Instrumento de medida

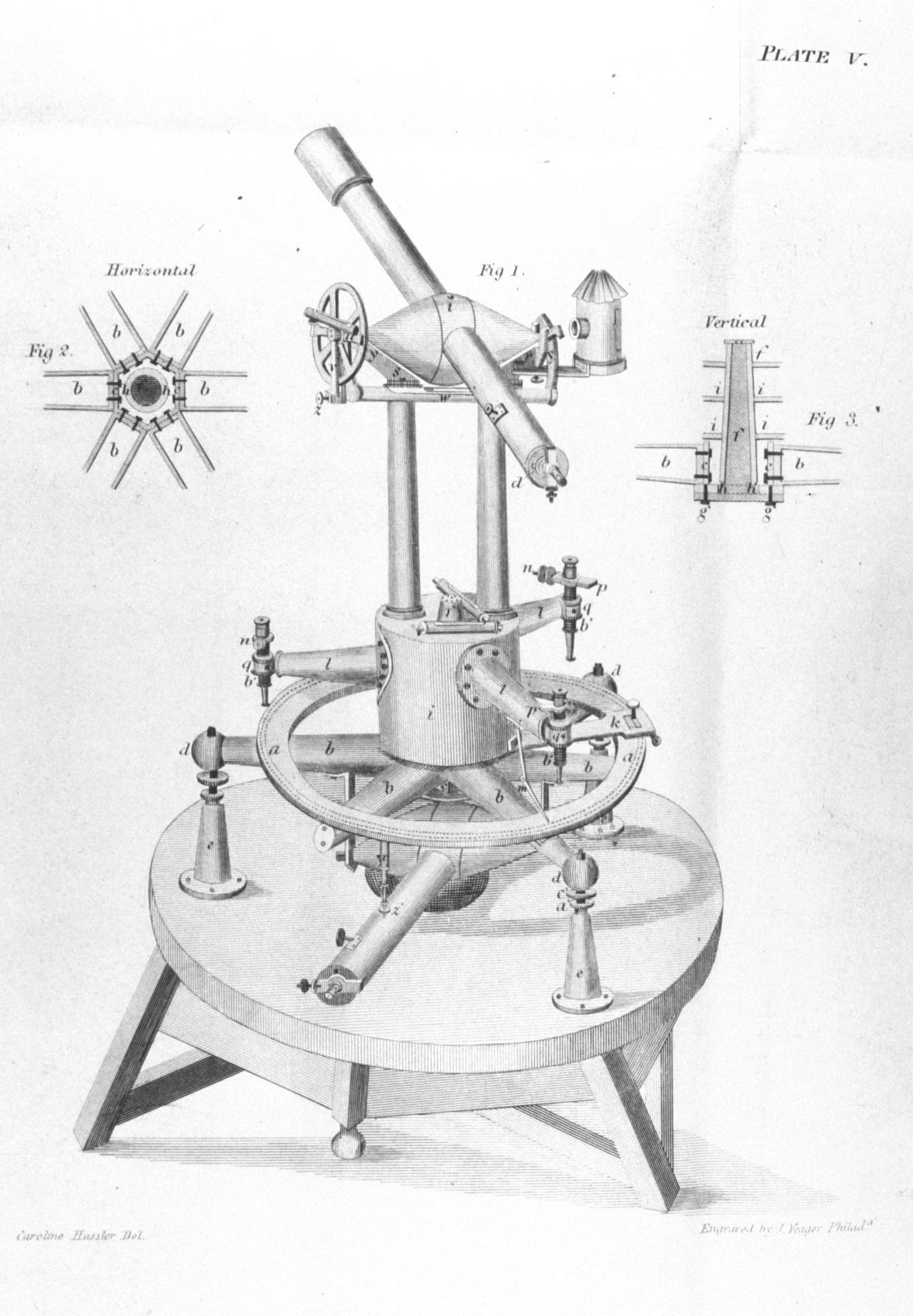
Um teodolito primitivo.Este instrumento de precisão contribuiu para o mapeamento de superfícies urbanas e rurais.

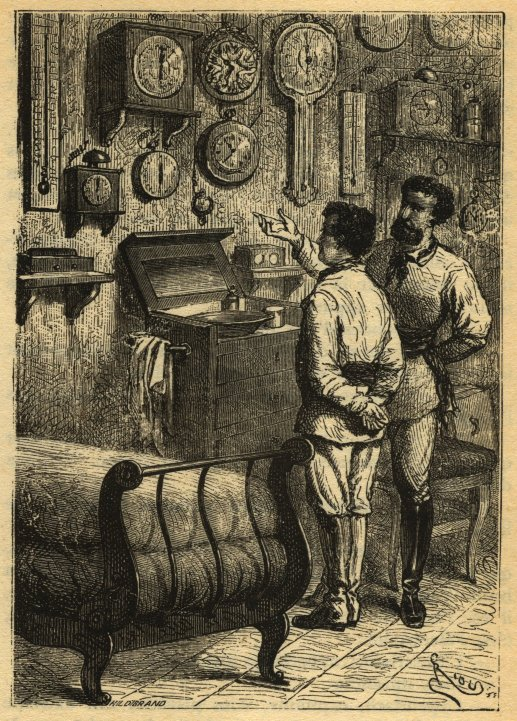
Capitão Nemo descrevendo seus instrumentos de precisão, as medições sempre foram motivo de pesquisa nas ciências.

Um polígrafo, ou instrumento de medida, é um tipo de instrumento que efetua a medida simultânea de vários valores físicos, e que registra em papel, ou através meios eletrónicos, a evolução dos mesmos. Dependendo do tamanho do objeto a ser medido, são necessários aparelhos ou métodos diferentes. É possível medir com precisão adequada desde insetos pequenos até o diâmetro da Lua e dos planetas ou, então, distâncias entre dois sulcos de um disco a laser até a distância entre a Terra e a Lua.
As réguas, fitas métricas, trenas,   são instrumentos adequados para medir a largura e o comprimento de uma folha de papel, o comprimento de uma sala e o tamanho de uma sala, assim como a sua orientação magnética.A menor unidade de medição de uma fita métrica comum é de um milímetro.                                                                                                                                                     

## Instrumentos delicados e precisos
Existem instrumentos delicados e precisos, apropriados para se medir dimensões bem pequenas. Por exemplo, o paquímetro e o micrômetro. O paquímetro é adequado para se medir o diâmetro de uma agulha fina, o diâmetro de esferas de rolamento, profundidade de sulcos em peças de aparelhos que requerem alta precisão. O micrômetro é utilizado para medir espessuras de folhas, fios e diâmetros de tubos com a mais alta precisão.

## Distâncias
Para distâncias e objetos de dimensões ainda menores são necessários métodos indiretos de medida, como através de difração da luz, ou então microscópios especiais, devidamente calibrados. Já para distâncias muito grandes como, por exemplo, diâmetro da Lua, altura de uma montanha são utilizados métodos que usam relações simples de trigonometria ou então de triângulos semelhantes. Esse método é conhecido como triangulação.

## Áreas
Para a medição de áreas foi importante a evolução do teodolito.

## Precisão necessária
Dependendo da precisão necessária a uma determinada medida é que escolhemos o aparelho mais adequado para efetuá-la. Tem que ser usado o conhecimento e o bom senso. Não tem sentido usar um aparelho de alta precisão para medir objetos nitidamente não-uniformes. Se o objeto a ser medido é muito menor que a menor divisão do instrumento usado, obviamente não se pode obter precisão alguma na medida.

## Exemplos de instrumentos de medida
- Altímetro
- Amperímetro
- Ampulheta
- Anemógrafo
- Anemómetro
- Astrolábio
- Balança
- Balão volumétrico
- Barômetro
- Contador Geiger
- Ecobatímetro
- Esfigmomanômetro
- Frequencímetro
- Galvanômetro
- Kamal
- Manômetro
- Multimedidor
- Multímetro
- Nocturlábio
- Ohmímetro
- Osciloscópio
- Pluviômetro
- Pirômetro
- Régua
- Sextante
- Taqueômetro
- Goniômetro
- Taxímetro
- Teodolito
- Termopar
- Termorresistência
- Termístor
- Termômetro
- Transferidor
- Velocímetro
- Voltímetro
- Detector de metais
- Relógio comparador
- Trena
- Escalímetro
- Tacômetro